# Děkanovice
Děkanovice – wieś i gmina w Czechach, w powiecie Benešov, w kraju środkowoczeskim. Według danych Czeskiego Urzędu Statystycznego z dnia 1 stycznia 2023 liczyła 59 mieszkańców.